# (6632) Scoon
(6632) Scoon est un astéroïde de la ceinture principale.

## Description
(6632) Scoon est un astéroïde de la ceinture principale. Il fut découvert le 29 octobre 1984 à la station Anderson Mesa par Edward L. G. Bowell. Il présente une orbite caractérisée par un demi-grand axe de 2,41 UA, une excentricité de 0,12 et une inclinaison de 7,0° par rapport à l'écliptique.

## Compléments